# Saint-Pantaly-d’Ans
Saint-Pantaly-d’Ans korábbi község Franciaországban, Dordogne megyében. Lakosainak száma 146 fő (2018. január 1.). Saint-Pantaly-d’Ans La Boissière-d’Ans községgel határos.
2017. január 1-jén Cubjac és La Boissière-d’Ans korábbi községgel egyesült és az így létrejött Cubjac-Auvézère-Val d’Ans új község része lett.

## Népesség
A település népessége az elmúlt években az alábbi módon változott:
| Lakosok száma | 219  | 180  | 167  | 160  | 156  | 152  | 154  | 144  | 146  | 146  |
|               | 1968 | 1975 | 1982 | 1990 | 1999 | 2011 | 2013 | 2015 | 2017 | 2018 |